# Hamamelidaceae
Las hamamelidáceas (Hamamelidaceae) son una familia de plantas fanerógamas perteneciente al orden Saxifragales, que incluye veintisiete géneros y aproximadamente ochenta especies de arbustos y árboles. Pueden ser reconocidas por sus pelos con forma de estrella, sus hojas fuertemente estipuladas y con nervadura usualmente palmada, sus pequeñas flores que se disponen en inflorescencias bastante densas y sus frutos en cápsula con grandes semillas con una cubierta (llamada testa) dura, lustrosa y de dos colores. Varias especies de esta familia se cultivan como plantas ornamentales en todo el mundo.
El género Liquidambar, hasta hace poco incluido en esta familia, actualmente se dispone en la familia Altingiaceae, estrechamente relacionada filogenéticamente con las hamamelidáceas.

## Descripción
Las hamamelidáceas son árboles o arbustos caducifolios o perennifolios, frecuentemente con pubescencia estrellada.
Las hojas son simples, alternas, estipuladas, pecioladas, glandular-dentadas o palmadamente lobadas. Las nervaduras son camptódromas (nervadura pinnada en la cual las nervaduras secundarias no llegan al margen de la hoja) o actinódromas (con tres o más nervaduras que divergen de un solo punto hacia el margen) y broquidódroma (nervación camptódroma en la cual los nervios se unen en una serie de arcos antes de llegar al margen) o craspedodroma (nervación pinnada en la cual los nervaduras secundarias llegan al margen).
Las flores son hermafroditas o unisexuales; de tener un solo sexo, entonces las plantas pueden ser monoicas o dioicas. Son actinomorfas, raras veces zigomorfas, varían de forma considerable en los diferentes géneros, de ordinario pequeñas, amarillentas, blancas, verdosas o rojizas. El perianto puede estar presente o ausente. El cáliz, por lo común, presenta de cuatro a cinco sépalos, unidos en la base formando un tubo el cual se halla más o menos unido al ovario. La corola muestra de cuatro a cinco pétalos, aparentemente dispuestos sobre el cáliz, imbricados o valvados, a veces ausente. El androceo está formado por dos a ocho o más estambres libres, con anteras biloculares, dehiscentes por hendiduras longitudinales o por valvas, los conectivos con frecuencia exertos. El gineceo es de ovario semi-ínfero a ínfero, rara vez súpero, bilocular, bicarpelar; los carpelos divergen y se separan apicalmente. Presentan uno o más óvulos en cada lóculo (hasta cuarenta), aunque la mayoría de ellos son estériles y están situados a lo largo del margen del carpelo; péndulos, anátropos, con placentación axilar. Cada gineceo muestra dos estilos, angostos y recurvados, y dos estigmas. Presentan nectarios con forma de disco en la base de las anteras o de los sépalos. La polinización es anemófila o entomófila.
Las flores se disponen en inflorescencias axilares dispuestas en cabezuelas o espigas, a veces llevando en la base brácteas coloreadas.
El fruto es una cápsula loculicida, raras veces septicida, por lo común con exocarpo coriáceo a leñoso y endocarpo óseo. Las semillas son oblongas, lustrosas y duras, con un embrión grande, recto, envuelto por endosperma carnoso y delgado, generalmente con una marca apical asociada al hilo. El desarrollo del endosperma es usualmente nuclear, si bien se ha detectado desarrollo celular en Parrotiopsis.

## Fitoquímica

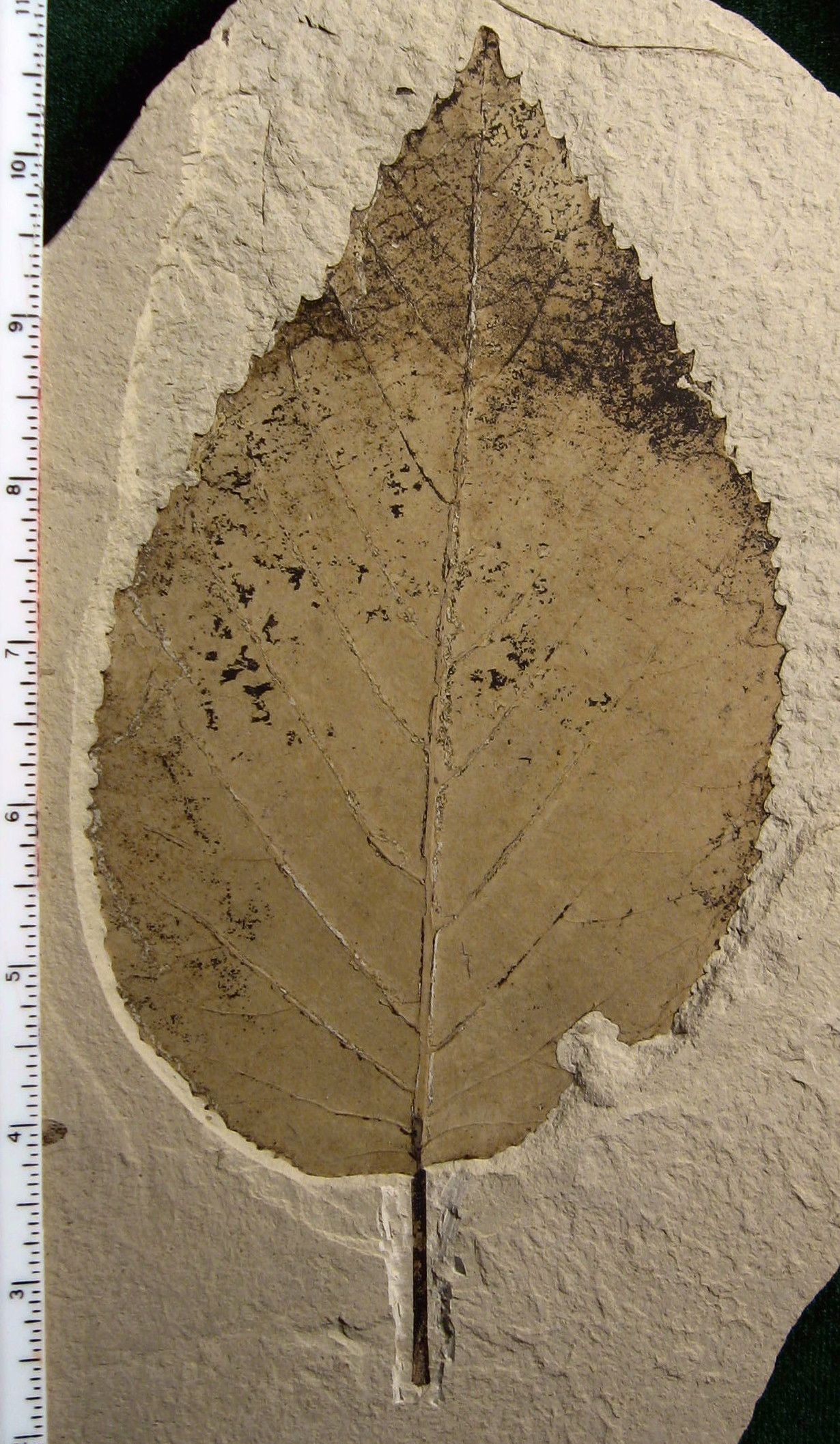
Dentro de las angiospermas, Hamamelidaceae es una familia antigua ampliamente representada en las floras fósiles. En la imagen puede observarse una hoja fósil de Langeria magnifica cuya antigüedad se ha datado en 49 millones de años. Klondike Mountain Formation, Ferry County, Washington, EE. UU.

Ninguna de las especies de la familia es cianogenética. Asimismo, no presentan alcaloides, ni iridoides. Las protoantociaidinas pueden estar presentes o ausentes; cuando está presente es la cianidina y la delfinidina o solamente la delfinidina. Usualmente presentan flavonoides: quercitina, quercitina y miricetina o quercitina, miriecitina y campferol. El ácido elágico está presente, al menos en Corylopsis, pero en otros seis géneros no ha sido detectado.

## Distribución
Familia de veintisiete géneros, trece de los cuales son monotípicos y en total con aproximadamente 82 especies. Se distribuye en regiones tropicales a templadas, en América, Asia, África y Australia.
Es una familia de mucho interés fitogeográfico, sus miembros son una evidencia de las relaciones que existen entre las floras del oriente de Asia y Norteamérica. El mayor número de géneros se encuentra en Asia y en menor proporción en Norteamérica, aunque algunos se extienden a Centroamérica e incluso hasta Colombia. Muchos de ellos presentan una distribución discontinua, ejemplos típicos de tal discontinuidad geográfica se ilustra por los géneros Hamamelis (seis especies en Asia y tres en Norteamérica), y Distylium (diez en Indomalasia y dos en Centroamérica). Los posibles factores que originaron esta disyunción geográfica fueron los cambios climáticos del Cenozoico, un corredor hasta el Mioceno tardío entre Asia y Norteamérica (Beringia) y la formación de montañas en el Pacífico norte y occidente de Norteamérica. Li (1952) interpreta esta separación geográfica como un indicador de la gran antigüedad de la familia. Existen algunos géneros endémicos tanto del oriente de Norteamérica (Fothergilla) como del occidente de Asia (Parrotia y Parrotiopsis. Sin embargo, la gran diversidad, trece géneros, ocurre en el oriente de Asia. Esta concentración de taxones es mayor que en ninguna otra parte del mundo, lo que se considera como un indicador de la estabilidad de dichas regiones a través del pasado geológico.

## Evolución
El género fósil Microaltingia perteneciente a Altingiaceae se ha datado en aproximadamente 90 millones de años, por lo que, teniendo en cuenta que Hamamelidaceae está estrechamente emparentada con Altingiaceae, esa es una estimación de la edad de esta familia. Allonia decandra, un fósil que se dispone en el grupo basal Loropetalineae de la familia, fue coleccionado en el este de Estados Unidos. Presentaba el doble de estambres que de pétalos, con semillas bastante angulosas por lo que se deduce que había varias por lóculo, a diferencia de las especies actuales de la familia.

## Taxonomía

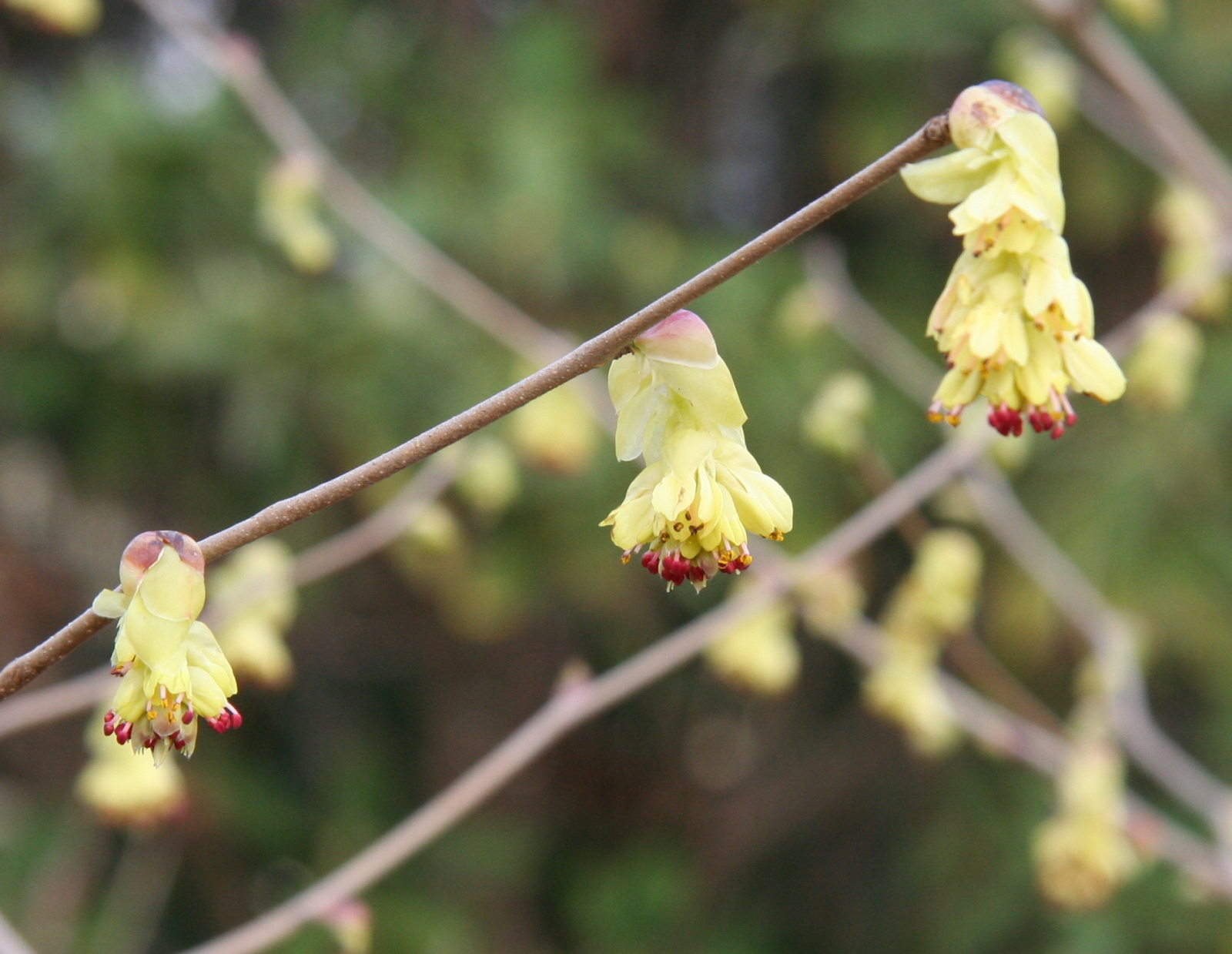
Inflorescencia de Corylopsis gotoana, Jardín Botánico de Dresde, Alemania, 2008.

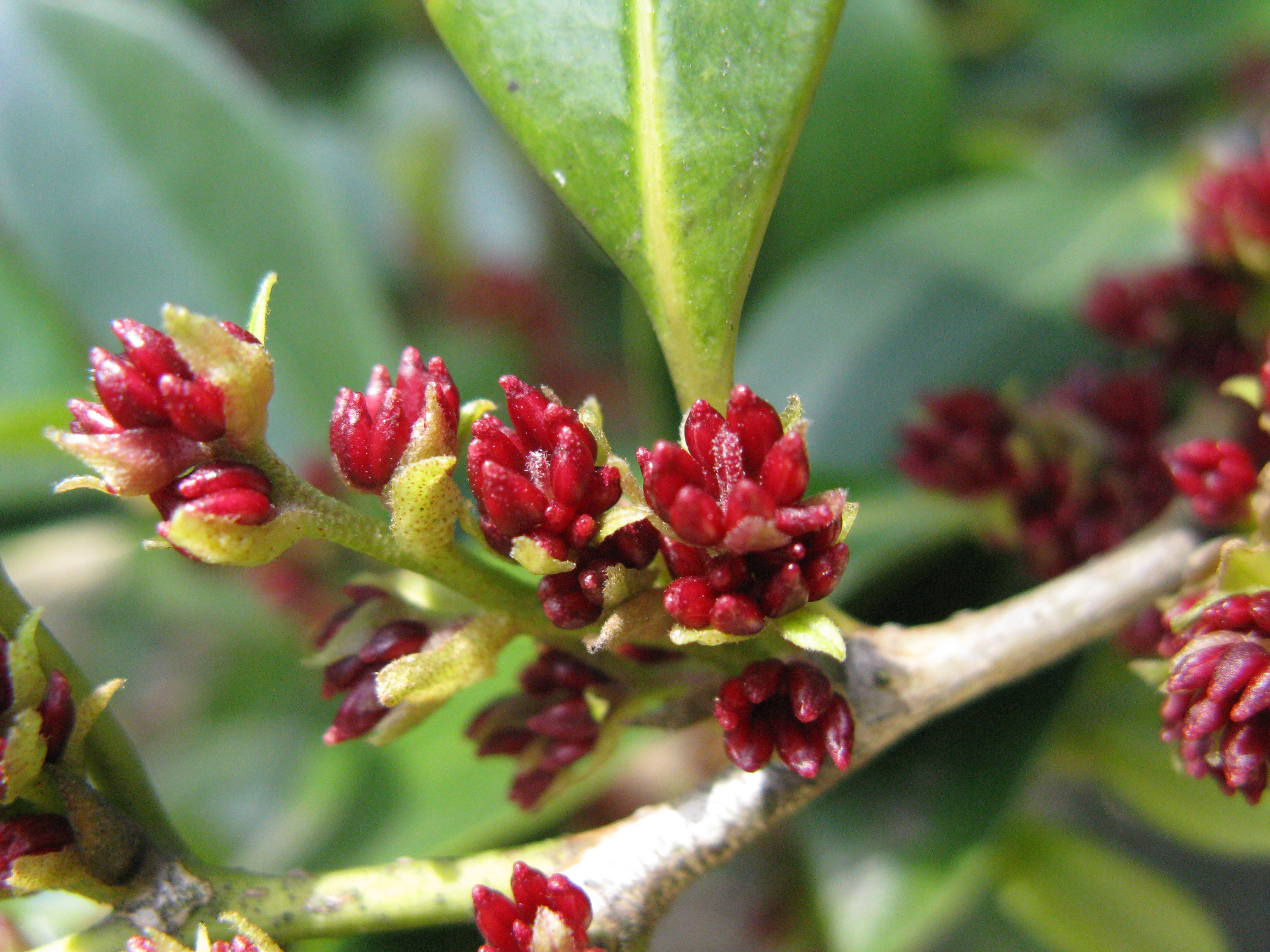
Inflorescencia de Distylium racemosum, Osaka, Japón, 2008.

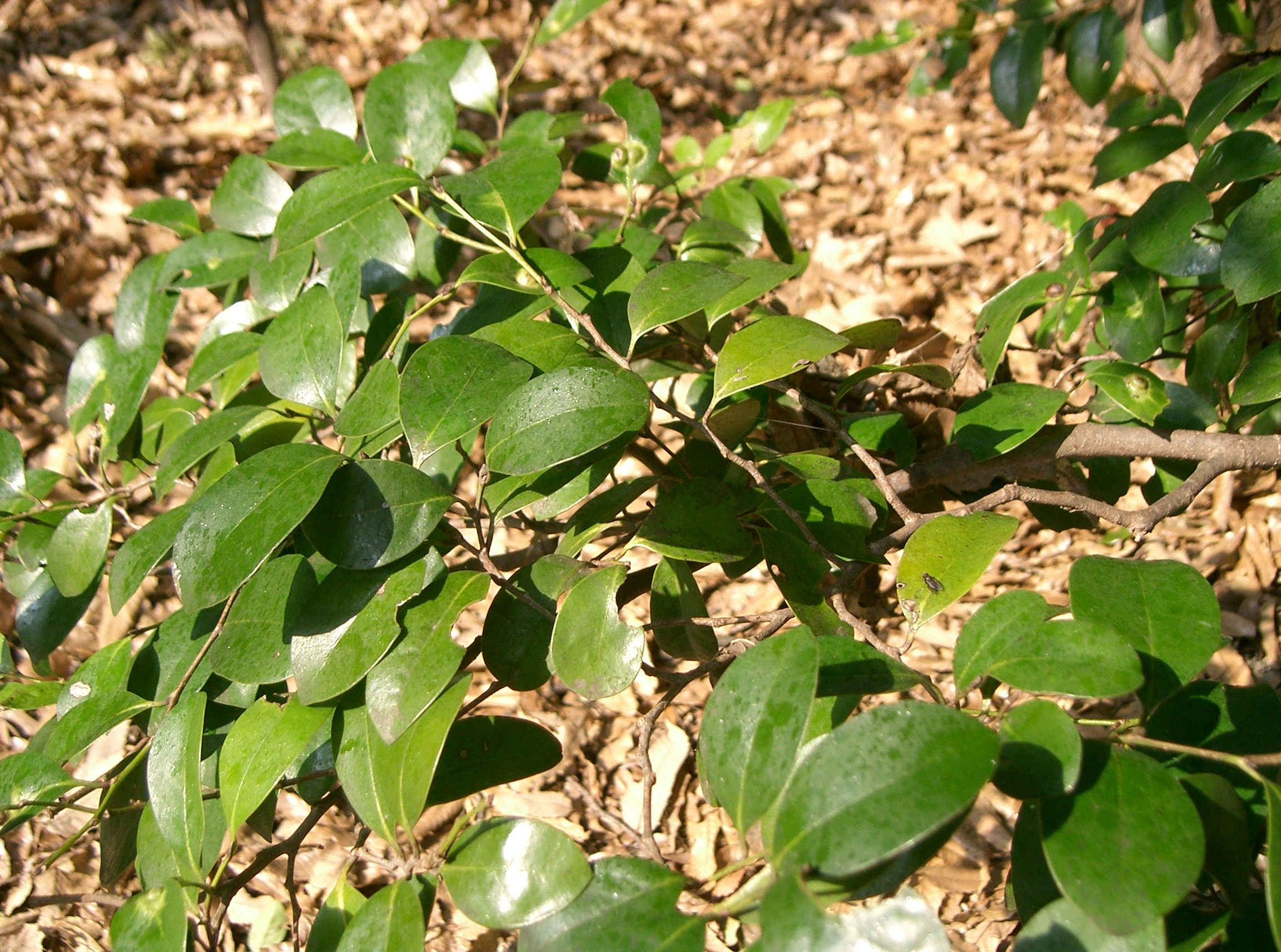
Rama con hojas de Distylium racemosum, Osaka, Japón, 2007.

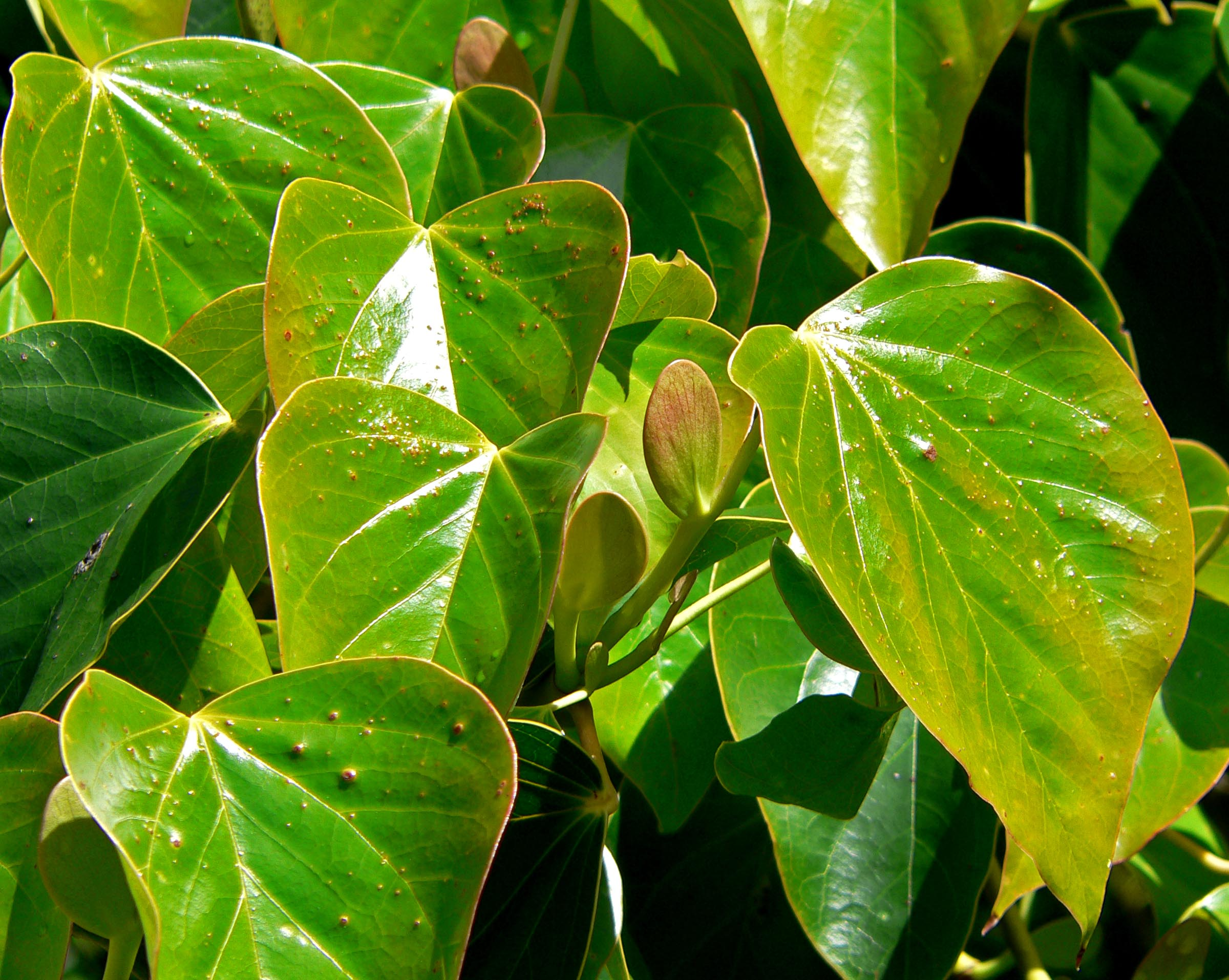
Detalle de las hojas de color verde brillante de Exbucklandia populnea, Jardín Botánico de San Francisco, EE. UU., 2005.

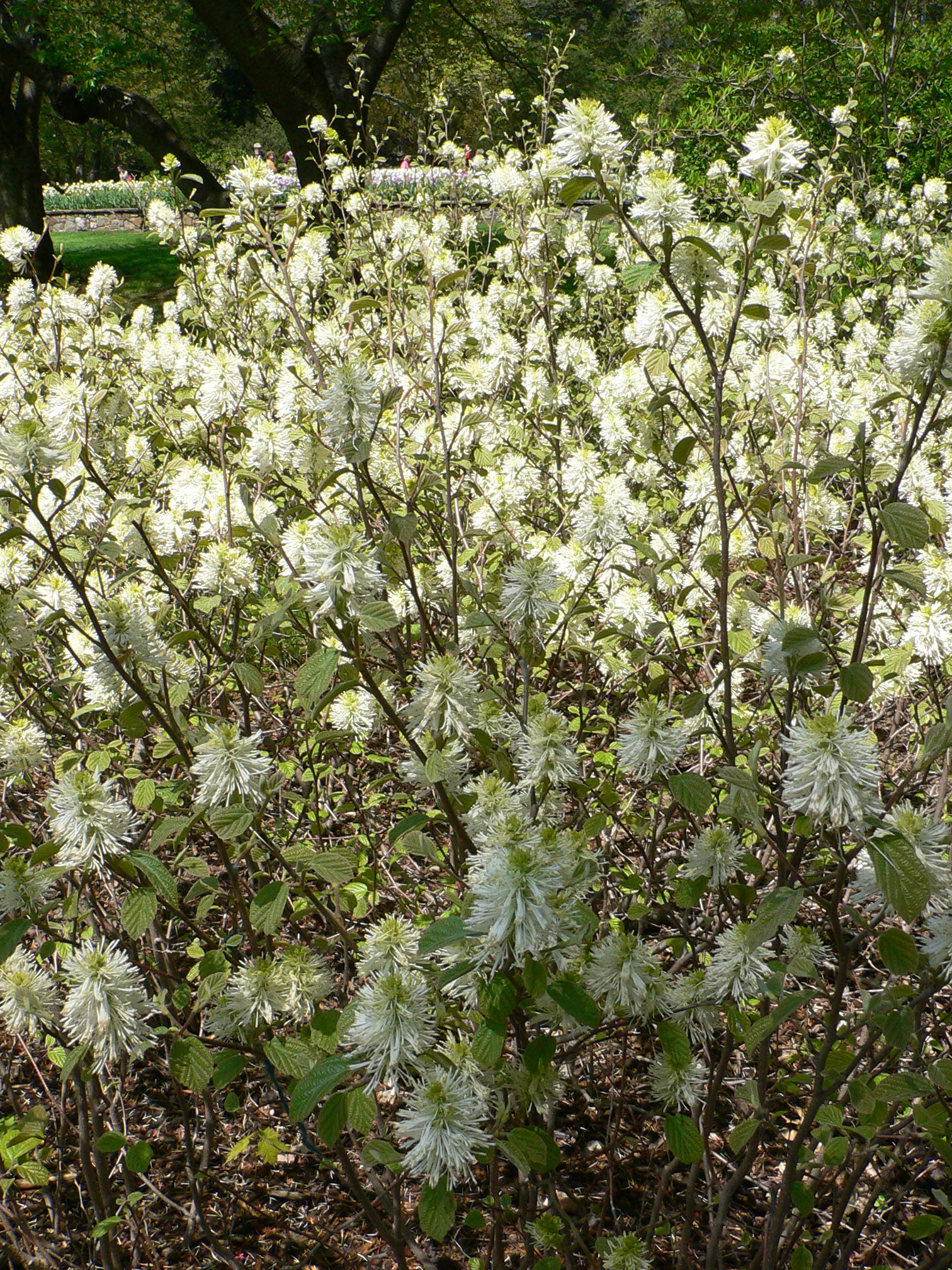
Hábito de crecimiento y floración de Fothergilla gardenii, Longwood Gardens, Pensilvania, EE. UU., 2005.

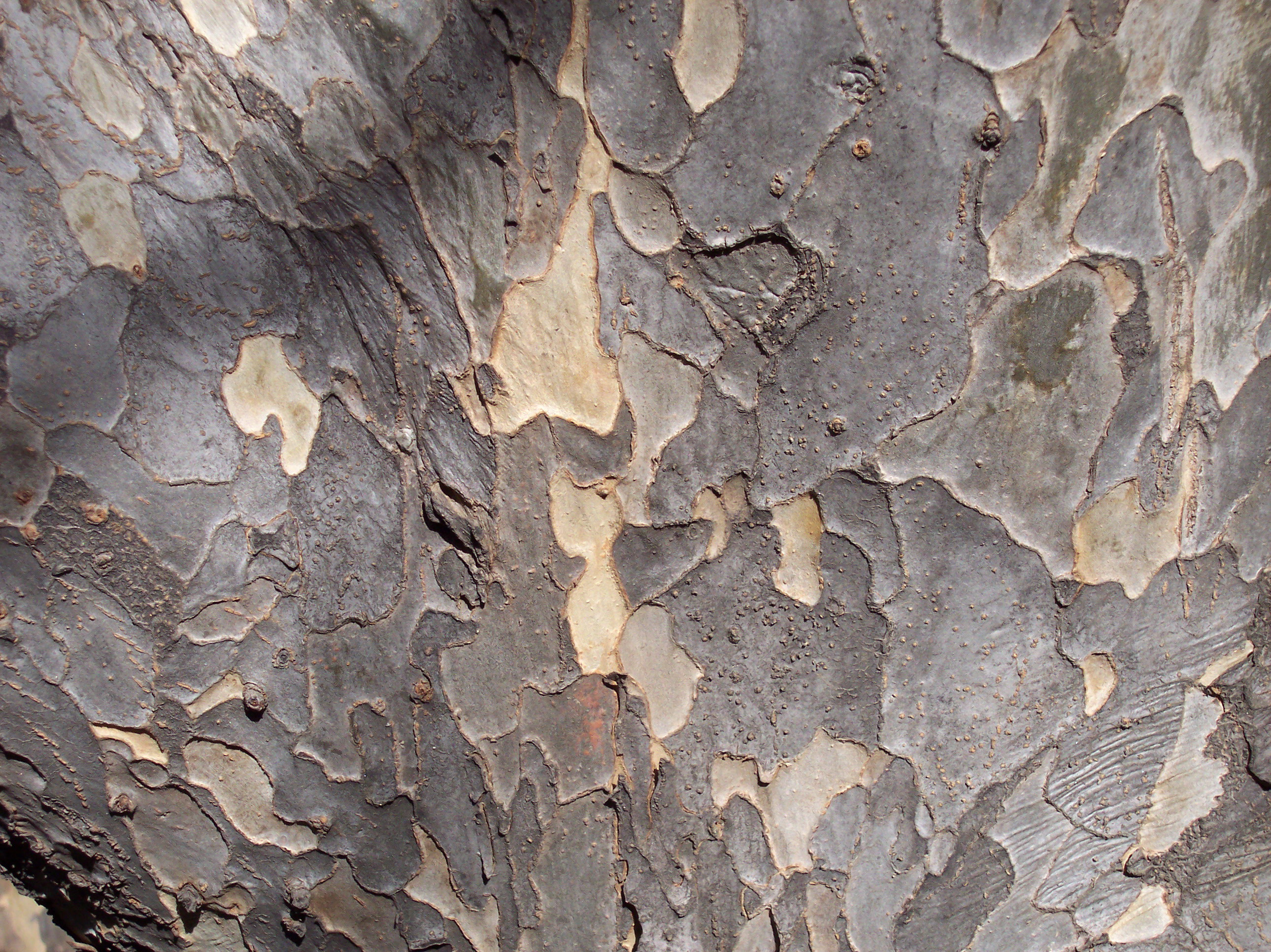
Detalle de la corteza del tronco de Parrotia persica, Real Jardín Botánico de Madrid, España, 2005.

La familia fue colocada dentro del orden Hamamelidales en las clasificaciones tradicionales de las angiospermas, por ejemplo en el sistema de Cronquist. El sistema de Armén Tajtadzhián también la sitúa dentro de ese orden junto con Altingiaceae y Platanaceae. Sin embargo, los análisis filogenéticos más recientes, basados principalmente en datos moleculares, sugieren mejor ubicarla como parte del orden Saxifragales y ese tratamiento se sigue en el Sistema de clasificación del APW.
Comprende tres subfamilias:
- 1. Exbucklandoideae Harms (sin.: Exbucklandiaceae Reveal & Doweld, Rhodoleiaceae Nakai)

Comprende plantas con inflorescencia alargada, cáliz ausente, semillas aladas (a excepción de Mytilaria) y las células de la exotesta de las semillas delgadas. Los números cromosómicos básicos son x=8 y 12.
Comprende tres géneros (Exbucklandia, Rhodoleia, Mytilaria) con unas catorce especies distribuidas en el este de Asia hasta Assam y el este de Malasia hasta Sumatra.
- 2. Disanthoideae Harms (sin.: Disanthaceae Nakai)

Incluye sólo un género monotípico oriundo de Japón: Disanthus cercidifolius. Se caracteriza por la presencia de nectarios en la base del cáliz y por las anteras con dehiscencia longitudinal. El número cromosómico básico es x=8.
- 3. Hamamelidoideae Burnett (sin.: Fothergillaceae Nuttall, Parrotiaceae Horaninow)

Caracterizada por la venación de sus hojas, esta subfamilia no presenta cáliz y los frutos exhiben una dispersión balística de las semillas. El número cromosómico básico es x=12. Es la subfamilia más grande de las hamamelidáceas, incluye 23 géneros con 78 especies distribuidas desde el oriente de Estados Unidos, México, Centroamérica hasta el norte de Sudamérica (Colombia); Asia, sureste de África (incluyendo Madagascar) y noreste de Australia.

### Géneros
Los géneros más representados son Corylopsis (treinta especies, oriundas del este de Asia), Distylium (diez especies, de Asia, especialmente Himalaya), Rhodoleia (siete especies del sudeste de Asia) y Sycopsis (con siete especies originarias del sudeste asiático). Algunos autores tratan a Rhodoleia en su propia familia, Rhodoleiaceae, aunque los estudios filogenéticos basados en análisis de ADN demuestran que es más adecuado incluirla en Hamamelidaceae.
El listado de géneros es el siguiente:
- Chunia
- Corylopsis
- Dicoryphe
- Disanthus
- Distyliopsis
- Distylium
- Embolanthera
- Eustigma
- Exbucklandia
- Fortunearia
- Fothergilla
- Hamamelis
- Loropetalum
- Maingaya
- Matudaea
- Molinadendron
- Mytilaria
- Neostrearia
- Noahdendron
- Ostrearia
- Parrotia
- Parrotiopsis
- Rhodoleia
- Sinowilsonia
- Sycopsis
- Tetrathyrium
- Trichocladus

## Usos
Entre los géneros de importancia económica en América resaltan por ejemplo Hamamelis L. y Distylium Sieb. & Zucc. que se cultivan como ornamentales, así como también Corylopsis Siebold & Zucc., Parrotia y Fothergilla en el hemisferio oriental; además, Distylium se ha empleado para la reforestación en Indonesia. Las hojas y tallos de Hamamelis virginiana se utilizan en la industria cosmética como loción astringente y en extractos medicinales contra inflamaciones y para dolores musculares, entre otros.

## Sinonimia
Los siguientes nombres se consideran sinónimos de Hamamelidaceae: Disanthaceae, Exbucklandiaceae, Fothergillaceae, Parrotiaceae y Rhodoleiaceae.